# 1983 (seriál)
1983 je polský seriál od Netflixu, který napsal a vytvořil Joshua Long podle vlastního námětu, na němž spolupracoval s Maciejem Musiałem. Odehrává se v alternativním čase, kdy v Polsku nikdy nedošlo k pádu komunismu a železná opona stále existuje. Jde o první polský seriál z produkce Netflixu. Seriál má 8 dílů, které Netflix vydal dne 30. listopadu 2018.

## Děj seriálu
Seriál se odehrává v roce 2003. V Polsku se odehrál v roce 1983 teroristický útok. Tento útok významně zasáhl do historického vývoje, železná opona tedy nikdy nespadla a studená válka taktéž neskončila. Student práv Kajetan (Maciej Musiał) a policejní vyšetřovatel Anatol (Robert Więckiewicz) rozkrývají spiknutí, které by potenciálně mohlo vést k revoluci.

## Obsazení
| Maciej Musiał       | Kajetan Skowron     |
| Robert Więckiewicz  | Anatol Janów        |
| Michalina Olszańska | Ofelia Ibrom        |
| Zofia Wichłacz      | Karolina Lis        |
| Andrzej Chyra       | Władysław Lis       |
| Ewa Błaszczyk       | Maria Gierowska     |
| Edyta Olszówka      | Julia Stępińska     |
| Agnieszka Żulewska  | Maja Skowron        |
| Wojciech Kalarus    | Mikołaj Trojan      |
| Mirosław Zbrojewicz | Kazimierz Świętobór |
| Vu Le Hong          | Bao Chu („Strýček“) |
| Clive Russell       | William Keating     |
| Patrycja Volny      | Dana Rolbiecki      |

## Seznam dílů
| Č. v seriálu | Název       | Český název | Režie                                | Scénář      | Datum premiéry     |
| ------------ | ----------- | ----------- | ------------------------------------ | ----------- | ------------------ |
| 1            | Uwikłanie   | Zapletení   | Agnieszka Holland a Katarzyna Adamik | Joshua Long | 30. listopadu 2018 |
| 2            | Rollback    | Zpět        | Agnieszka Holland a Katarzyna Adamik | Joshua Long | 30. listopadu 2018 |
| 3            | Układ       | Systém      | Katarzyna Adamik                     | Joshua Long | 30. listopadu 2018 |
| 4            | Reperkusje  | Následky    | Katarzyna Adamik                     | Joshua Long | 30. listopadu 2018 |
| 5            | Sanktuarium | Azyl        | Olga Chajdas                         | Joshua Long | 30. listopadu 2018 |
| 6            | Zdrada      | Zrada       | Olga Chajdas                         | Joshua Long | 30. listopadu 2018 |
| 7            | Mayday      | Mayday      | Agnieszka Smoczyńska                 | Joshua Long | 30. listopadu 2018 |
| 8            | Requiem     | Requiem     | Katarzyna Adamik                     | Joshua Long | 30. listopadu 2018 |

## Vznik
Netflix dne 6. března 2018 oznámil, že tento seriál vznikne a bude mít 8 dílů. Dne 2. října 2018 vyšel první trailer a datum premiéry seriálu bylo stanoveno na 30. listopadu téhož roku.